# 石門寨戰鬥
石門寨戰鬥發生於1924年10月14日—18日，地點則是在中國冀東北（今秦皇岛市海港區石门寨镇一带）。是北洋政府直奉戰爭最激烈戰鬥之一，交戰兩方為直一軍及奉一路。戰鬥末了，奉一路安穩攻佔河北要塞石門寨。